# Digitális bölcsészet
A digitális bölcsészet olyan tudományos diszciplína, amely számítógépes technológiákat használ, fejleszt bölcsészeti, társadalomtudományi  kutatások során. Így hagyományos tudományos kérdésekre keres többnyire matematizálható válaszokat, valamint az új módszerek révén új kérdésfeltevésekkel gazdagítja a bölcsészet- és társadalomtudományokat. A digitális bölcsészet ennélfogva transzdiszciplináris kutatási terület, ahol a számítógép számolási kapacitását irodalomtudományi, kulturális emlékezeti, médiatudományi, történettudományi és nyelvészeti kutatási programokban használja fel, ezen felül pedig reflektál mindezekre a területekre. A digitális bölcsészet a nemzetközi és a magyar felsőoktatásban is helyet talál magának elsősorban a mesterképzés területén.

## A digitális bölcsészet története
A digitális bölcsészet története két narratívába illeszkedhet: az egyik narratíva a bölcsészet- és társadalomtudományok és a számítógép kapcsolatára épül, a másik pedig a név használatára és ezáltal az önálló diszciplína alakulására. Mindkét narratíva legitim, és nem szükségszerűen esik egybe vagy választható el egymástól.
A számítógép és bölcsészettudományok története az 1940-es évekre megy vissza, különös tekintettel Roberto Busa jezsuita szerzetes tevékenységére, aki az IBM-mel együttműködve elkészítette az Index Thomisticust, azaz egy számítógép generálta konkordanciát Aquinói Szent Tamás műveihez. Az ő tevékenységét követve kezdtek el szövegeket digitalizálni, majd ezekben a szavak keresését, számolását, statisztikai módszereket alkalmazni.  A digitális szövegkezelés következő nagy etapja az volt, amikor az xml fájlok adta lehetőségeket kezdték kiaknázni, azaz az xml címkézési struktúrát alkalmazták szöveges dokumentumok metaadatokkal való ellátására. Ahogy Bíró Szabolcs írja : „az XML leíró jelölést alkalmazó jelölőrendszer, vagyis olyan jelölőkódokat használ, amelyek nevekkel azonosítják (kategorizálják) a dokumentumok bizonyos részeit.” Ez a tevékenység irányította a figyelmet arra, hogy érdemes szabványokat kialakítani a metaadatolásra, és így jöttek létre metaadatszabványok, amelyek közül a leghíresebbé és legsikeresebbé a TEI (Text Encoding Initiative) kódolás vált a bölcsészettudományok körében, hiszen a „TEI-XML segítségével nemcsak a látható szerkezeti struktúrákat jelölhetjük (fejezet, címsor, bekezdés), hanem a szöveghez fűződő elemzéseket és értelmezéseket is”
A számítógép és bölcsészet-, társadalomtudományok további kapcsolódása lett a kulturális adatbázisok nagy hullámának megjelenése, különösen az 1990-es évek második felétől, a világháló kommercionális használatától. Ezeknek az adatbázisoknak egy része mára eltűnt, másik része azonban folyamatos frissítések miatt ma is elérhetőek. Ezek közül ismert a Blake Archívum és számos más hasonló projekt. Ezeknek a megjelenésével egyre bővült a számítógép szerepe a bölcsészettudományokban, hiszen a szöveges dokumentumok mellett más médiumok is egyre inkább helyet kaptak az adatbázisokban.
A 21. század első évtizede tekinthető annak az időszaknak, amikor már nem csak a számítástechnika, informatika szolgált segédletül a bölcsészettudományok számára, hanem a két terület kölcsönhatása egyre markánsabbá vált. Olyan erősnek tűnt ez a folyamat, hogy megszületett az igény, hogy a két terület együttműködése immár egy önálló kutatási, tevékenységi körré kezdjen alakulni, és eljött az ideje ezeknek az eredmények összefoglalásának és a róluk való tudós reflexiónak. 2004-ben jelent meg A Companion to Digital Humanities című tanulmánykötet John Unsworth, Susan Schreibman és Ray Siemens szerkesztésében, amely kötet megjelenése és a benne található tanulmányok pompásan kifejezik az igényt az önálló diszciplínára. A visszaemlékezések szerint a kifejezés úgy jött létre, hogy a szerkesztők eleinte még a hagyományos névben gondolkodtak, azaz a „humanities computing” kifejezésben, ám a kiadó egy elegánsabb nevet kívánt, és az ötletelés közben Unsworth gondolta ki a „Digital Humanities” nevet, amely aztán a szerkesztőknek és a kiadónak is megtetszett.
A digitális bölcsészet (Digital Humanities) megszületésével egy másik folyamat is elindult, mégpedig a nyelvészeti és kulturális beállítódás különválása. A digitális bölcsészet elsősorban kulturális produktumokkal foglalkozik, míg a számítógépes nyelvészet a nyelvi elemzésekkel, korpusznyelvészettel, és ezek gyakorlati alkalmazásával, azaz gépi fordítással, szöveg hanggá, hang szöveggé alakításával, szövegbányászattal. A 21. század második évtizedére azonban ez az elválasztottság már finomodott, hiszen a digitális archívumok, adatbázisok esetében is egyre fontosabbá vált a keresés, ami sok egyéb mellett nyelvészeti kérdéseket is felvet, illetve a szövegbányászat az irodalmi kutatásoknál is egyre inkább előtérbe került, továbbá szövegek kvantitatív, stilisztikai elemzése is határos a nyelvészeti kutatásokkal.
A digitális bölcsészet története meglehetősen hézagos, sok kutatást feltételez, hiszen egyelőre ez a történet is elsősorban angolszász központú. Vitán felül áll, hogy nem csak az angol-amerikai világ áll a digitális bölcsészet élvonalában, és történetében, hiszen számos másik országban is folytatnak digitális bölcsészeti kutatásokat, alkotnak adatbázisokat, járulnak hozzá a digitális kultúrához. A nemzeti nyelvek és országok hozzájárulásának elemzése azonban még várat magára.

## Viták a digitális bölcsészet körül
A digitális bölcsészet körül számos vita alakult ki. A viták számos esetben izgalmasak, érdekfeszítőek és hasznosak, hiszen segítenek tisztázni a digitális bölcsészet tevékenységi körét, elméleti hátterét, elköteleződéseit. Számos más esetben azonban meglehetősen erisztikus hangvételűek, és így kevéssé segítik fogalmak, előfeltevések tisztázását. Ezek a digitális bölcsészetet illető viták időnként magán a digitális bölcsészeten belül alakulnak ki, máskor külső nézőpontot érvényesítenek.
A digitális bölcsészeten belüli viták a következő, egyáltalán nem fontossági sorrendben tárgyalt témák körül alakulnak ki. Az egyik legnagyobb vitát az váltotta ki, hogy vajon egy digitális bölcsésznek elegendő lehet-e az elméleti tudás vagy elengedhetetlen, hogy tudjon építeni is, például kulturális adatbázist, illetve hogy tudjon programozni, hiszen ez az építés alapköve. Magának a vitának talán lehet az az eredménye, hogy természetesen az építés nagyon fontos, és tudnia kell kódot is írnia, ez persze nem szükségszerűen kell, hogy azt jelentse, hogy fel kell tudnia venni a versenyt egy informatikus mérnökkel, hanem azt, hogy tudnia kell értelmezni a kódot, tudnia kell digitálisan is gondolkodni. Ezzel párhuzamosan a kultúraelméleti, kultúrakritikai ismeretek is elengedhetetlenek, hiszen fel kell tudni fedezni, fel kell tudni ismerni azokat a jellegzetességeket akár a digitalizáció során is, amit mindenki természetesnek vesz, ám a kritikai reflexió ítélőszéke előtt már nem állja meg a helyét az adott előfeltevés. A digitalizáción belül hasonlóan vitára sarkalló kérdés a statisztikai elemzések értéke, hiszen a statisztikai elemzés számára a szavak kontextuális jelentése, sőt a jelentése egyáltalán elvész, márpedig miféle irodalmi elemzés lehet az, amelyik eltekint a jelentéstől. Ezen túlmenően további megfontolás tárgya a matematizálható eredmények igazságértéke, és meggyőzési mértéke bölcsészettudományi kutatások során. Az átfogóbb viták mellett hasonlóan érdekes technikaibbnak tűnő vita tárgyát képezi, hogy vajon egy kulturális adatbázis backendjén egy JSON fájl, vagy egy xml fálj álljon. Milyen programozási nyelven érdemes írni a programot? Hogyan lehet kiküszöbölni a nagy metaadat modellek hiányosságait, korlátain túllépni?
A digitális bölcsészetet érintő, ámde nem digitális bölcsészek általi szempontokat sem lehet felsorolni teljességében. Megállapítható azonban, hogy ezek a viták elsősorban támadó jellegűek. Az első egyik legfontosabb támadás során Stanley Fish azzal támadta a digitális bölcsészetet, hogy a nagy irodalomelméletek harca után, amikor kimerültek a viták, akkor jött a digitális bölcsészet, hogy megváltóként jelenjen meg, ám a digitális bölcsészetről is ki fog előbb-utóbb derülni, hogy a király meztelen. Ugyanő hangsúlyozta, hogy a tudományos kutatásoknak nem tesz jó, ha a digitális bölcsészek forradalmároknak és vallási prófétáknak gondolják magukat. Hasonló támadás érte a digitális bölcsészetet, amikor a neoliberális ideológia képviselőjének nevezték. Filozófiáját tekintve hasonló támadás a digitális bölcsészet ellen azt felhozni, hogy a digitális bölcsészet nem önálló diszciplína, hanem csak segédtudomány, amely ott áll minden hagyományos diszciplína segédtudományai között.

## A digitális bölcsészet tipikus projektjei

### Digitális filológia
A digitális bölcsészeti kutatások és tevékenységek nagyon gyakran célozzák meg olyan hálózati, kritikai kiadások megalkotását, amelyek ötvözik a hagyományos filológia alaposságát és elméletét a digitális tér adta lehetőségekkel, azaz a kereshetőség, szemantikus keresés, szövegbányászat, különböző szövegvariánsok megjelenítése. Az egyike a leghíresebb magyar hálózati kritikai kiadásoknak A magyar irodalomtudomány filológiai portálján található. Ahogy Parádi Andrea írja: „A digitális technológia nemcsak a terjedelmi korlátoknak vet véget, de sajátos lehetőségei révén képes megoldani olyan problémákat, melyek a hagyományos szövegkiadások esetében jelentkeztek.” Természetesen a digitális szövegkiadás nemcsak megoldásokat nyújt, hanem sajátos problémákat is felvet. Maróthy Szilvia megfogalmazásában „A tudományos elektronikus kiadások megőrzésének és fenntarthatóságának problémája nemcsak e műfaj múltja, hanem jövője miatt is sürgősen megoldásra vár”. Erre a problémára reflektál bizonyos fokig Palkó Gábor, amikor leszögezi „A 21. században a digitális kulturális örökség világában talán legerősebb elvárásként a platformfüggetlenség, nyílt hozzáférés (Open Access) és szabványosság kívánalmai fogalmazódnak meg.”

### Digitális textológia
A digitális textológia egyszerre elméleti és gyakorlati kutatási terület, ugyanis míg a szöveg elméleti megfontolásaival foglalkozik, valamint kifejezetten a digitális szövegfogalom elemzésén, feldolgozásán, addig az érdeklődés homlokterében tartja azt is, hogy a szöveget minél inkább gyümölcsözően lehessen használni a digitális térben. A digitális textológia érdeklődési körén belül fontos kérdéskör és kutatási terület a nagy szövegkorpuszok számítógéppel történő olvastatása és az adatok elemzése, amely Franco Moretti távolvasás (distant reading) koncepciójához fűződik, vagy pedig a Google Ngram Viewer alkalmazása, amely a Google digitalizálta több millió könyvben tesz lehetővé idővonalon megjeleníthető kultúrtörténeti észrevételeket. Péter Róbert fogalmazza meg a problémát és a megoldást is a legvilágosabban, amikor megjegyzi: „olyan kifinomult kutatási eszközökre és szoftverekre van szükségünk, amelyek úgy képesek megbirkózni hatalmas mennyiségű szöveggel és metaadattal, hogy az elemzésnél a bölcsészettudományi kutatásban hangsúlyos részletek és nüanszok nem vesznek el.” A digitális textológián belüli további részterületnek nevezhető a számítógéppel végzett stilisztikai tanulmányok, metrikai elemzések, szerzőség vizsgálatát érintő kutatások. A digitális textológia mindezen tevékenységekre elméleti szempontból is reflektál.

### Digitális kulturális emlékezet
A digitális, hálózati platformok sorolhatóak ide, amelyek a digitális tér adta lehetőségeket ragadják meg a kulturális emlékezet intézményeinek a segítségével. Ide sorolhatóak a múzeumok, a könyvtárak és egyéb intézmények, vagy magánkezdeményezések platformjai. Hazai szempontból a múzeumok közül kiemelkedik a Petőfi Irodalmi Múzeum, a könyvtárak közül az Országos Széchényi Könyvtár, vagy például a fortepan. A nemzetközi téren leghíresebb hasonló projektek egyike az Europeana, ami az európai kulturális sokszínűséget szándékozik megjeleníteni egyetlen platformon keresztül, mint egy kapu az egyes intézmények digitális gyűjteményeihez, és kereshetővé, és ezáltal láthatóvá tenni az ott található digitális objektumokat. Az Europenanához hasonló kezdeményezés az USA-beli Digital Public Library of America.

### Metaadatmodellek
Metaadatok (azaz a digitális tárgyakat leíró adatok) és modellek (azaz metaadat szabványok) rendkívül fontosak legalább 3 szempontból. A metaadatok azért fontosak, mert a digitális objektumok minél pontosabb kereshetőségét, megfogalmazhatóságát segítik elő. Hasonlóan fontosak az adatbázisokban található leírások, azaz metaadatok kompatibilitása, hiszen ez teszi lehetővé, hogy hasonló adatok hasonlóan lehessek leírhatóak, illetve hogy a hasonlóan leírt objektumok a leírások révén kapcsolhatóak legyenek az adatbázison belül és adatbázisok között is. A metaadatok ezáltal alapkövévé válnak a kapcsolt adatoknak, és így a szemantikus web technológiáknak.
A legtöbbet használt metaadatmodellek: Text Encoding Initiative (TEI), Dublin Core Metadata Initiative (DCMI).

### Vizualizáció
Az adatok kezelésének és értelmezésének régóta használt modellje az adatvizualizáció, például, amikor adatokat grafikonokba rendezünk. A digitális bölcsészet erre a hagyományra építve mutatja irodalmi művek adatait, pl. szógyakoriságot, szóelhelyezkedést, stilisztikai adatokat színes, látványos digitális grafikonokon. A grafikonokon túl geolokáció is lehet egy irodalmi vizualizáció témája, például egy mű elemzésekor, ahol fontosak a földrajztudományi ismeretek, pontosan bemutathatóak látványos térképalkalmazások segítségével például egy utazás állomásai. Hasonlóan lehet térképek történeti rétegezettségével kultúrtörténeti változásokat, várostörténeteket, érdekes történelmi helyeket bemutatni. A vizualizációnak speciális fajtája a 3D-s nyomtatás, ugyanis a vizualizáció nem a digitális, hanem az analóg térben történik, ugyanakkor rendkívül izgalmas kulturális hatása lehet ennek a fajta vizualizációnak, például, amikor a British Museum néhány műtárgyat, azaz szobrot, használati tárgyat, 3D technológiával szkennel be, majd a kódot felteszi az ingyenesen hozzáférhető, online adatbázisába. Ezt a kódot aztán bárki letöltheti, például egy középiskolai tanár Magyarországon, aki aztán az iskolai 3D-s nyomtatón kinyomtat, majd elemeztet a tanulókkal.

### Alkalmazások fejlesztése
Tipikus digitális bölcsész kutatási és gyakorlati terület olyan alkalmazások fejlesztése, amelyek arra szolgálnak, hogy a digitális alkalmazásokat használó tudós munkáját megkönnyítsék. Ilyenek például a bibliográfiakezelő alkalmazások, mint például a Zotero, amelybe nagyon könnyű, esetenként egy-két kattintással felvihetőek egy könyv bibliográfiai adatai, majd az alkalmazást beépítve a szövegszerkesztőbe nagyon könnyen készíthetőek hivatkozások.

### Nyílt hozzáférés
A digitális bölcsészet érdeklődésének homlokterében található az új, hagyományos, profitorientált nyomtatott tudományos publikációk gyakorlatának bírálata, áthangolása. Ennek számos vetülete közül az egyik legfontosabb a nyílt hozzáférés módszertanának kidolgozása. A nyílt hozzáférés nem a teljes ingyenességet jelenti, hiszen a magas színvonalú publikációk mögött pénzmozgásnak is kell történnie, a kérdés csak annyi, hogy a publikálásba ki és hogyan áramoltat tőkét, és utána kinek jár a haszon. A nyílt hozzáférésen belül meg szokás különböztetni szürke, zöld és arany nyílt hozzáférést. A nyílt hozzáférésért való küzdelem legfontosabb dokumentumai Aaron Swartz „Open Access Manifesto”-ja, valamint a Budapest Open Access Initiative. A nyílt hozzáférés radikális formáját képviseli Alexandra Elbakyan nevével jegyzett SciHub felület.
A nyílt hozzáférés tematikájába tartozik még a nyílt forráskód, és a nyílt hardver mozgalmai is. Az utóbbi azokat az eszközöket jelöli, amelyek ugyan megvásárolhatóak, azaz eszközként nem ingyenesek, hanem annyiban nyíltak, hogy a szerkezeti struktúrájuk, a tervdokumentációjuk nyílt hozzáférésű, és ezáltal, ha valakiben megvan a szaktudás és az infrastrukturális háttér, elkészítheti, fejlesztheti, alkalmazásokat találhat ki hozzá. A legismertebb nyílt hardveres eszköz az Arduino nevű mikrokontroller család.

### Elméleti kutatások
A digitális bölcsészeti kutatások azonban nemcsak magához az alkalmazások, adatbázisok építéséhez, szövegelemzéshez kapcsolódnak, hanem azok elméleti megfontolásaihoz is. Ilyen tanulmányok például az internet tanulmányok, az interfész tanulmányok, ide kapcsolódnak olyan kutatások is, amik az adatbázisok, azok tartalmainak ideológiai összefüggéseit tárgyalják, továbbá olyan történeti kutatások is, amelyek az internetet, a világhálót, az adatbázisok, a fájltípusok történetét, használatát érintik. Ahogy Dragon Zoltán fogalmaz „Mivel a kultúra egyre inkább szoftverizálódik, vagyis egyre inkább digitális formában, szoftverek segítségével, azok interfészén keresztül jutunk hozzá a kulturális tartalmakhoz illetve ugyancsak szoftverekkel hozzuk azokat létre, így talán nem túlzás azt állítani, hogy a digitális bölcsészet nem egy múló szeszély vagy bizonyos kutatócsoportok hirtelen technoeksztatikus fellángolása, mindösszesen egyrészt annak felismerése, hogy megváltozott kulturális közegünkben a tudománynak is idomulnia kell a változásokhoz, másrészt ehhez létre kell hozni és működtetni kell a megfelelő értelmezési kereteket is”.

## A digitális bölcsészet a magyar felsőoktatásban
A digitális bölcsészet a magyarországi felsőoktatásban két módon van jelen: egyfelől számos egyetem számos alap- és mesterképzésben névmegjelöléssel vagy anélkül kerül be a képzési programokba féléves kurzusokként, másfelől pedig önálló mesterképzési programként.
Az első kategóriába tartoznak azok bölcsészettudományi karokon jegyzett kurzusok, amelyek a digitális bölcsészet eszközeit, céljait valósítják meg. Számos egyetemen foglalkoznak kutató-oktatók és ezáltal hallgatók digitális textológiával, hálózati szövegkiadások és adatbázisok készítésével, távolvasással, statisztikai-stilisztikai analízissel, digitális kultúrával, hálózatelemzéssel anélkül, hogy a digitális bölcsészet kifejezés szerepelne a kurzusok címében. Ezen túl vannak olyan kurzusok, amelyek nevükben is utalnak a digitális bölcsészetre, leginkább úgy, hogy bevezetést nyújtanak a digitális bölcsészetbe. Mindkét típusú kurzusra találhatunk példákat szinte minden egyetemen, megnevezéssel vagy anélkül a felsőoktatás mindhárom képzési szintjén.
A második kategóriába tartoznak a bölcsészettudományi karokon jegyzett kifejezetten digitális bölcsészet képzések, ezek azonban csak mesterképzések szintjére korlátozódnak, sem az alapképzésen, sem a doktori képzésen nem találhatók ilyen programok. A Magyar Akkreditációs Bizottság 2010-ben engedélyezte a Digitális Bölcsész mesterképzés alapítását két szakiránnyal: Számítógépes nyelvészet és Digitális kultúra. A következő évben, 2011-ben két egyetemen indult Digitális Bölcsészet mesterképzés, név szerint a Pázmány Péter Katolikus Egyetemen (PPKE) valamit a Debreceni Egyetemen (DE). A PPKE képzésének a centrumába a Számítógépes nyelvészet  szakirány került, és a képzést az Információs Technológiai és Bionikai Karral közösen működtették, míg a DE képzésének a központjában a Digitális kultúra állt. 2013-tól a PPKE-n is elindult a Digitális kultúra szakirány részben a Petőfi Irodalmi Múzeummal együttműködve.
Bár a képzések sikeresnek bizonyultak, lassan növekedésnek is indultak, mégis a 2014-ben a meghirdethető egyetemi képzések listájáról lekerült a digitális bölcsészet mesterképzés, és utoljára 2016-ban lehetett hallgatót felvenni. A képzés fontossága, munkaerőpiaci távlatai miatt remélhetőleg a digitális bölcsészet mesterképzés visszakerül a meghirdethető felsőoktatási képzések listájára.